# Cantique
Pour les articles homonymes, voir Cantique (homonymie).
 (août 2023).
Motif : article très peu sourcé, riche en considérations personnelles et en pov, dont le contenu s'égare dans des digressions peu compréhensibles. Des passages sont rédigés dans un français étrange, non francophone. Une partie du ménage a été effectuée, mais il reste bcp à faire.

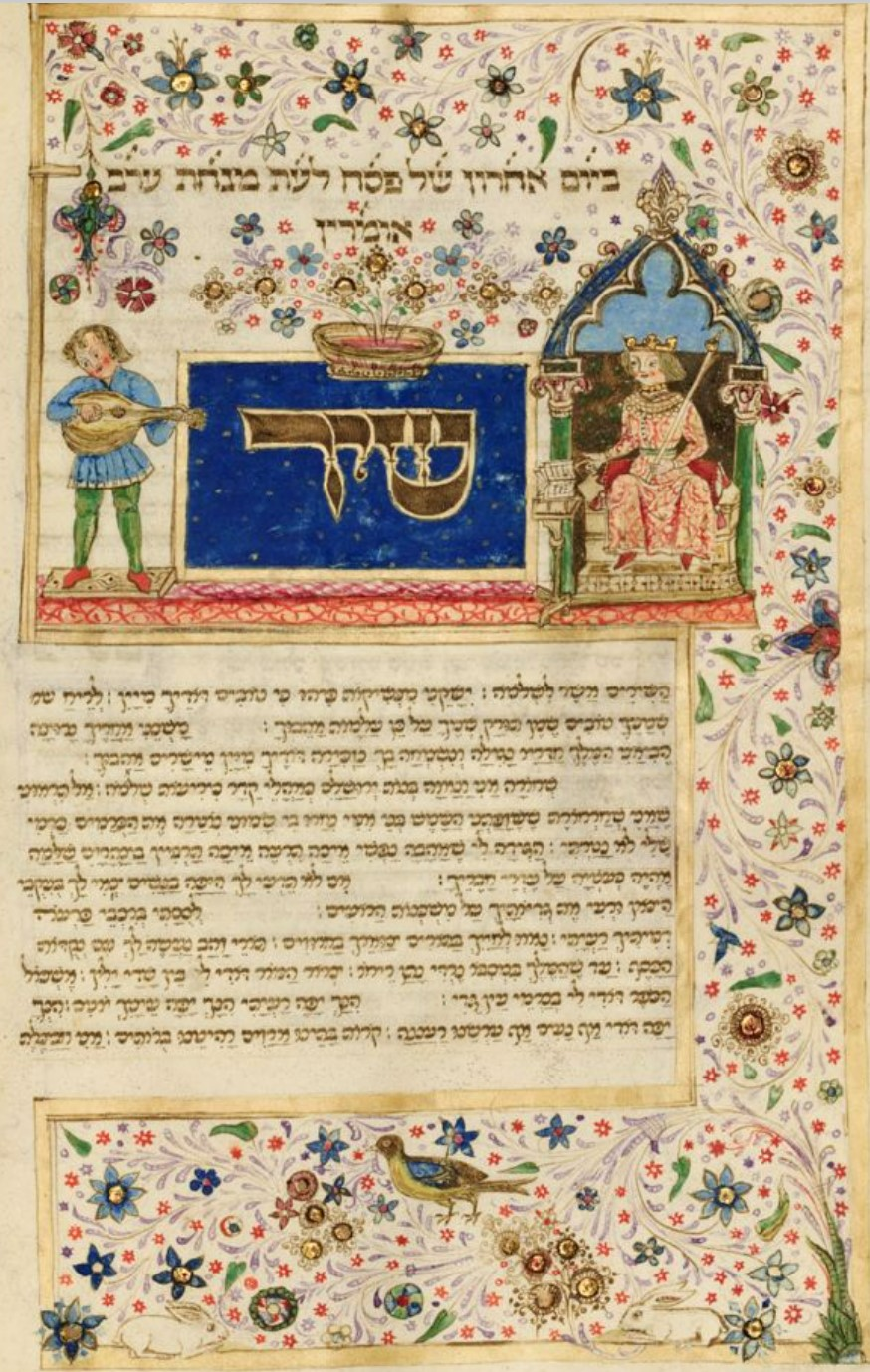
Le Cantique des Cantiques est l'un des livres de la Bible qui représentent la caractéristique du cantique : celle du texte musical.

Un cantique est un chant donné à Dieu dans le judaïsme et dans le christianisme. Son nom provient du latin canticum qui signifie chant ecclésiastique, à savoir chant biblique. Le terme recouvre donc tous les chants de la Bible, à l'exception des Psaumes, qui y forment un livre à eux seuls. Le cantique se distingue de l'hymne, qui a la même fonction, mais est un texte non biblique, et composé plus récemment.
L'origine du cantique est cependant plus ancienne que celle du psaume. Le cantique de Moïse après le passage de la mer Rouge (Livre de l'Exode 15:1), chanté ou récité au vigile pascale, est considéré comme le prototype du psaume.
Dans la tradition chrétienne, le cantique le plus solennel et le plus connu est le Magnificat'.

## Définitions

### Terme
L'origine du mot latin canticum est le mot cantus, qui signifie chant. Le terme canticum était particulièrement employé pour la partie d'une comédie ainsi qu'un chant ecclésiastique ou religieux.
L'usage dans la langue française apparut vers 1130 avec cantike au sens de « chant d'action de grâces,. » 
Le cantique peut signifier également « chant en langue vulgaire chanté dans les offices religieux. » Ainsi, le jeune compositeur Gabriel Fauré sélectionna le titre Cantique de Jean Racine en 1865, pour une hymne dans le bréviaire et traduite en français par Jean Racine au XVIIe siècle. De même, une hymne de François d'Assise est intitulée le Cantique de frère soleil en raison de son texte italien, plus précisément ombrien.
Aujourd'hui, le mot cantique est utilisé dans plusieurs genres littéraires.

### Catégories
On peut distinguer plusieurs catégories :
1. Cantique solennel : chants bibliques, donc ceux du sens original. Traditionnellement, ces cantiques étaient et sont solennellement chantés par le chantre, c'est-à-dire soliste, et la schola dans la messe ainsi que les offices liturgiques.
2. Cantique dédié
  1. Œuvre en latin : notamment des œuvres dédiées aux saintes et saints, anniversaires des établissements religieux.
  2. Œuvre en langue nationale : de la même manière, il existe un nombre considérable de cantiques en langue vulgaire.
  3. Œuvre non musicale : œuvres littéraires, par exemple des poèmes ou des romans.
3. Hymne dit cantique : cantiques non bibliques ni dédiés aux saints. Les quatre cantiques spirituels de Jean-Baptiste Moreau et de Michel-Richard de Lalande, composés en 1694 en collaboration avec Jean Racine, en sont des exemples. Un certain nombre d'hymnes populaires s'appellent aussi cantiques. Au contraire des cantiques bibliques, ces chants possèdent fréquemment ses refrains, faciles à chanter pour les fidèles.

### Hymnes nationaux
Des nations telle la Suisse se distinguent en raison de leurs cantiques comme hymnes nationaux, appelant à la foi ainsi qu'aux protection et bénédiction du Seigneur. Le Cantique suisse est un hymne spirituel chanté en quatre langues vulgaires.

## Tradition de l'Église romaine

### Texte biblique en latin
Dans l'Église d'Occident, le cantique fut d'abord l'un des deux chants de la célébration, avec le psaume. Pendant les trois premiers siècles, les offices étaient célébrés en grec. De plus, c'était uniquement le soliste qui chantait ces psaumes et cantiques in directum, à savoir sans refrain. Il s'agissait de musiques à écouter, avant que les fidèles de Ambroise de Milan ne puissent partager les chants au IVe siècle.
La tradition du cantique s'amplifia dans les monastères, notamment à la suite de la règle de saint Benoît, fixée vers 530. Dans le chapitre XIII Comment célébrer l'office du matin aux jours ordinaires, il précisait qu'il faut un « cantique tiré des Prophètes » puis « ceux qui sont tirés des Évangiles. » Il s'agit d'extraits de l'Apocalypse ainsi que des épîtres de Paul aux Éphésiens, aux Philippiens, aux Colossiens et à Timothée. La première épître de Pierre est également en usage. Toutefois, surtout dans l'office de matines du dimanche, les cantiques jouent un rôle considérable.
Les cantiques se composent essentiellement des chants bibliques de l'Ancien Testament. En effet, les cantiques célèbres dans le Nouveau Testament ne comptent que trois : Magnificat, le Cantique de Syméon et le Cantique de Zacharie. .

### Texte en langue vulgaire
Au regard du texte non biblique, comme déjà mentionné, le cantique de saint François d'Assise Cantique de frère soleil est très connu. En rendant hommage à ce saint, un franciscain Irénée d'Eu publia son œuvre Cantiques spirituels en français chez Pierre I Ballard en 1639 [lire en ligne]. Mis en musique par Denis Macé, ce livre de chant eut un succès et fut réédité en 1648. Cependant, cette publication fut effectuée au temps de la Réforme catholique, et notamment avait été financée par le chancelier Pierre Séguier. Donc, ses chants spirituels en français étaient surtout autorisés auprès du Carmel de Pontoise par Jeanne Séguier, une sœur du chancelier et supérieure du Carmel, pendant les récréations entre deux offices psalmodiés en latin. À cette époque-là, il n'était pas encore interdit, même aux catholiques, de traduire la bible, à condition de n'en pas utiliser les versions françaises au cours des célébrations liturgiques.
À vrai dire, ce titre Cantiques spirituels était, auparavant, très fréquemment adopté par les huguenots, pour leur traduction des cantiques de l'Ancien Testament.
Puis, d'autres Cantiques spirituels en français parurent peu après. Il s'agit de ceux de Jean Racine, sortis en 1694. C'était notamment un cas particulier, car à la suite de l'édit de Fontainebleau (1685), à savoir révocation de celui de Nantes, tous les textes religieux du chant en français étaient strictement interdits. Nonobstant l'auteur précisait que ces cantiques « sont souvent chantez devant le Roy. » En effet, les œuvres avaient été composées pour la Maison royale de Saint-Louis, fondée en 1686 par Madame de Maintenon, plus précisément pour des demoiselles nobles qui avaient perdu leurs pères à cause des guerres. Parmi ces quatre cantiques, trois furent composés par Jean-Baptiste Moreau, maître de musique de cet institut. Mais c'était Michel-Richard de Lalande ayant composé le n° IV, selon la publication musicale, qui avait réussi à résoudre la difficulté du texte de Racine, grâce à son expérience profonde. L'année suivante, un autre livre de chant, mis en musique par Pascal Collasse, fut publié. Ce musicien aussi était l'un de sous-maître de la Chapelle royale. Il existe une autre surprise. Comme la plupart de traducteurs des cantiques tels Jean Calvin, Clément Marot s'essayaient à rimer leurs textes, l'Église romaine prohibait les livres des psaumes rimés et mis en musique depuis XVIe siècle. Ainsi, cette œuvre de Racine n'était autre qu'une exception.
L'interdiction des psaumes rimés était néanmoins l'origine de l'autorisation des chants religieux en langue vulgaire lors de la messe dominicale, jusqu'à nos jours.
Dans l'usage moderne, le cantique s'emploie plus fréquemment. Outre les chants liturgiques approuvés par les différentes autorités ecclésiastiques, la foi populaire se traduisit souvent par la création et l'interprétation de chants en langue vernaculaire. Le XIXe siècle vit notamment la naissance d'une multitude de chants qui étaient interprétés à la sortie de la messe dominicale, lors des pèlerinages, ou pour des occasions particulières : saint patron, noces sacerdotales, bénédiction de cloches, installation de curé, etc. Certains sont passés à la postérité, entre autres « Aux habitants de la sainte Patrie », « C'est le mois de Marie », « Je suis chrétien », « J'irai la voir un jour », « Ô Marie, ô Mère chérie », « Tandis que le monde proclame »… ; ils sont toujours utilisés dans la mouvance catholique traditionaliste, beaucoup plus rarement ailleurs.
Ce type de cantique en langue vulgaire fut formellement autorisé par le pape Pie XII le 25 décembre 1955, avec son encyclique Musicæ sacræ disciplina, qui le recommande notamment en faveur des enfants et des jeunes.
Après l'évangélisation, la Bretagne possède plus de 1 500 ans de l'histoire de cantique en breton.

## Œuvres musicales

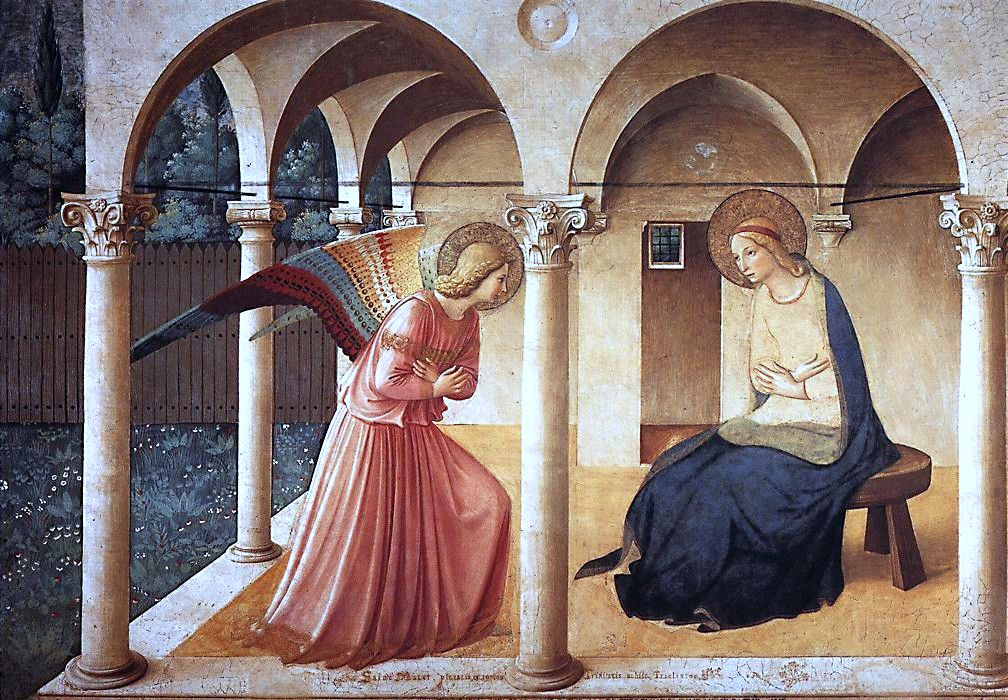
Magnificat, toujours sommet de la célébration des vêpres (œuvre de Fra Angelico).

### Cantiques en latin avec textes bibliques
Dans l'histoire de la musique liturgique, un grand nombre de compositeurs s'inspiraient toujours du Magnificat. En effet, ce cantique est le sommet des vêpres, la liturgie des Heures la plus solennelle et au premier rang (liste des œuvres de Magnificat).
- chant grégorien (après le VIIIe siècle) : Magnificat avec antienne Exsultet omnium [écouter en ligne]
- Guillaume Dufay (vers 1400-1474) : au moins deux Magnificat polyphoniques [écouter en ligne] (vraisemblablement les premiers dans l'histoire de la musique occidentale)[10]
- Jean Lhéritier (vers 1480 - après 1551) : cet élève de Josquin des Prés écrivit un motet Nigra sum d'après le Cantique des Cantiques [écouter en ligne] ; Palestrina composa une messe selon ce motet[11].
- Nicolas Gombert (vers 1495 - vers 1556) : une série des huit Magnificat selon les huit modes ecclésiastiques du chant grégorien et les mélodies de celui-ci[12] [écouter en ligne]
- Giovanni Pierluigi da Palestrina (1526 - 1594) : surtout motets Canticum Canticorum (1583/4)[13] [écouter en ligne] ; motet Sicut lilium (1569) [écouter en ligne] et messe Sicut lilium (1590) [écouter en ligne] d'après le Cantique des Cantiques[14] ; 35 Magnificat[10]
- Roland de Lassus (1532-1594) : 100 Magnificat (posthume 1619, Jubilis) selon le chant grégorien [écouter en ligne] ainsi que d'après les mélodies variées[10]
- Claudio Monteverdi (1567-1643) : notamment ses deux versions monumentales de Magnificat, traditionnelle et contemporaine, à la fin des Vespro della Beata Vergine (1610) [écouter en ligne] ; également deux Magnificat dans la Selva morale e spirituale (1640)
- Jean-Baptiste Lully (1632-1687) : quoique le roi Louis XIV ne lui ait chargé aucune obligation dans le domaine de la musique sacrée, ce compositeur écrivit des motets spirituels dont Benedictus Dominus Deus Israel [écouter en ligne]. Sans aucun doute cette œuvre fut-elle dédiée à son patron, saint Jean-Baptiste[15].
- Marc-Antoine Charpentier (1643-1704) : Canticum in honorem Beatae Virginis Mariae... H 400, Canticum in nativitatem Domini H 393, Canticum pro pace H 392, 10 Magnificat (H 72 à H 81) [écouter en ligne], Exultavit cor meum (H 325, 1680), Benedictus Dominus Deus Israel (H 345, 1687)[b 1]
- Michel-Richard de Lalande (1657-1726) : ses grands motets en latin Magnificat (S2, 1681, perdu), Audite cæli (S7, 1683), Benedictus Dominus Deus Israel (S62, 1702), exécutés à la Chapelle royale de Versailles en présence de Louis XIV
- Krzysztof Penderecki (1933-) : Canticum Canticorum Salomonis (1973)[16] ; Magnificat (1974) pour le 1200e anniversaire de la consécration de la cathédrale de Salzbourg[17] [écouter en ligne]

### Cantiques en langue vulgaire
Il s'agit des œuvres en langue nationale et des œuvres dédiées à quelqu'un ou à quelque chose, mais toujours spirituelles.
- Guillaume Belin (vers 1500-1568) : Les Cantiques de la Bible mis en vers français par Lancelot de Carle à 4 voix.
- Jean-Baptiste Moreau (1656-1733) : Cantique n° I - III (1694) ; textes des Cantiques spirituels composés par Jean Racine, pour l'école de Saint-Cyr fondée par Madame de Maintenon en faveur des filles de la noblesse qui perdurèrent leurs pères à cause de la guerre, n° I, III et IV, 1694[18].
- Michel-Richard de Lalande (1657-1726) : de même, Cantique sur le bonheur des justes n° IV (S127, 1694) ; original par Racine en 1694, n° II[18]. [écouter en ligne]
- Gabriel Fauré (1845-1924) : Cantique de Jean Racine (1865) avec lequel le jeune compositeur obtint le premier prix de composition auprès de l'École Niedermeyer de Paris[19] [écouter en ligne].
- Igor Stravinsky (1882-1971) : Canticum Sacrum ad Honorem Sancti Marci Nominis (1956) dédié à la basilique Saint-Marc de Venise et à son saint patron [écouter en ligne].
- Krzysztof Penderecki (1933-) : Heruvimskaâ pesn' (Cantique des Chérubins) (1987) dédié à Mstislav Rostropovitch pour son 60e anniversaire ; texte de la liturgie orthodoxe[20] [écouter en ligne].
- Camille Saint-Saëns (1835-1921) : Trois rapsodies sur des Cantiques bretons pour orgue (op. 7, 1857) ; (Ire et IIIe orchestrées en 1892)[21].  8 Cantiques pour le mois de Mai (1859).

## Tradition byzantine
Le mot latin canticum est une traduction du grec ὠδή, qui donne ode, parfois utilisé de manière interchangeable pour désigner ces textes dans la bible et dans leur utilisation liturgique.

### Canon
Le principal usage qui est fait des cantiques dans le rite byzantin est leur reprise au sein du canon, la pièce centrale de l'office des matines. La pratique palestinienne, au départ, était de psalmodier aux matines neuf cantiques bibliques :
1. le Cantique de la mer : Exode, 15:1-19 ;
2. le chant de Moïse dans le Deutéronome : Deutéronome, 32:1-43 (chanté seulement les jours de semaine du Grand Carême) ;
3. le chant d'Anne, mère de Samuel le prophète : I Samuel, 2:1-10 ;
4. le chant d'Habacuc le prophète : Livre de Habacuc, 3:2-19 ;
5. le chant d'Isaïe le prophète : Livre d'Isaïe, 26:9-20 ;
6. le chant de Jonas le prophète : Livre de Jonas, 2:3-10 ;
7. le chant d'Azarias : Livre de Daniel, 3:26-45  ;
8. le chant des Trois Enfants saints : Livre de Daniel, 3:52-90 ;
9. le chant de la Vierge (le Magnificat) : Luc, 1:46-55 et celui de Zacharie, père de Jean le Baptiste (le Bénédictus) : Luc, 1:68-79.

Ces dix cantiques (dont les deux issus du Nouveau Testament sont réunis au sein de la neuvième ode) furent associés à des tropaires qui illustraient le thème liturgique du jour, et précédés par un hirmos, qui faisait le lien avec le thème de l'ode. Dans la pratique, seule cette hymnographie chrétienne subsiste, et les versets des cantiques bibliques eux-mêmes ne sont plus chantés que les jours de semaine en Carême. Le Magnificat est le seul de ces textes qui est chanté chaque jour : dans la pratique actuelle, il est chanté entre la huitième ode et l'hirmos de la neuvième, et entre ses versets on intercale l'hymne « Plus vénérable que les Chérubins, et incomparablement plus glorieuse que les Séraphins, toi qui sans corruption enfantas Dieu le Verbe, et véritablement Mère de Dieu, nous te magnifions », qui est initialement l'hirmos de la neuvième ode du canon du Samedi Saint.
Saint André de Crête est le premier auteur à avoir écrit des canons pour les offices liturgiques, au VIIe siècle ; lorsque le genre se fut imposé, des auteurs tels que saint Jean Damascène et saint Joseph l'Hymnographe complétèrent le cycle liturgique.

### Samedi Saint et paramonies
Aux vêpres du Samedi Saint, plusieurs lectures de l'Ancien Testament (appelées parémies) contiennent des cantiques bibliques : la quinzième et dernière d'entre elles, la lecture de l'épisode de la fournaise à Babylone (Daniel, 3), fait l'objet d'une psalmodie particulière, où le chœur rejoint le lecteur au centre de la nef, et répète la deuxième partie du verset, du verset 34 à la fin : « ὑμνεῖτε καὶ ὑπερυψοῦτε αὐτὸν εἰς τοὺς αἰῶνας » (« chantez le Seigneur et exaltez-Le dans tous les siècles », pendant que le lecteur lit à voix haute le début des versets. Dans l'usage slave, ce système a été étendu à la sixième lecture, qui comporte le cantique de Moïse après le passage de la Mer Rouge : le chœur répète « ᾄσωμεν τῷ Κυρίῳ, ἐνδόξως γὰρ δεδόξασται » (« chantez le Seigneur, car Il S'est couvert de gloire »).
Un système similaire, sans cantique biblique, mais avec des tropaires alternés entre chœur et lecteur aux troisième et sixième parémies, s'est développé à la paramonie des fêtes de la Nativité et de la Théophanie, par imitation de la préparation à Pâques.

### Autres usages
Le cantique de Syméon, notoirement absent des odes bibliques, a un autre rôle : il est lu par le supérieur de la communauté (ou par un lecteur) vers la fin de l'office de vêpres, et est suivi des apolytikons, les tropaires de congé.
La plupart des prokiménons sont constitués de versets issus des psaumes, mais en quelques occasions, notamment les fêtes de la Vierge, les versets sont tirés d'un cantique ; dans l'usage slave, on annonce en ce cas la provenance de ces versets en nommant le cantique dont ils sont tirés, avant d'entonner le premier verset.

## Voir aussi

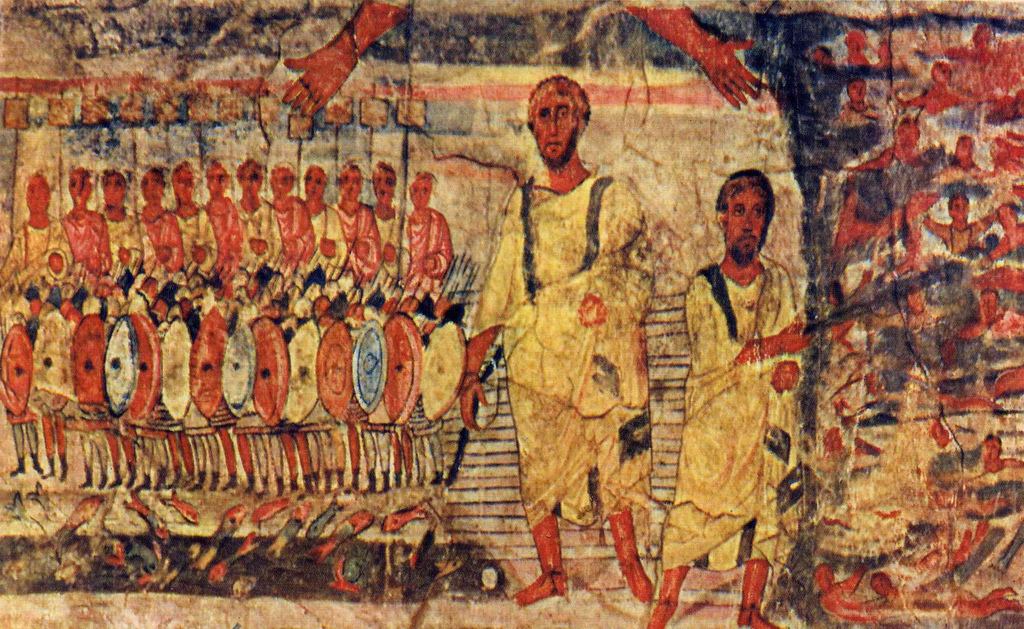
Cantique de Moïse après le passage de la mer Rouge est considéré comme cantique le plus ancien dans la tradition (fresque de la synagogue de Doura Europos, IIIe siècle).